# The Pooyoos
The Pooyoos är ett spel utvecklat för bland annat Wiiware (2009), Nintendo DS och Playstation 3 (2011). De europeiska och amerikanska versionerna av spelet till Wiiware är utvecklade av det franska företaget Lexis Numerique, den japanska versionen är utvecklad av Agatsuma Entertainment. Spelets grafiska stil bygger på cel-shading-teknik och är designat för att passa de yngre åldrarna som ännu inte lärt sig att läsa.